# اسپیروفوریدا
اسپیروفوریدا (نام علمی: Spirophorida) نام یک راسته از رده اسفنج‌های شاخی است.
برخی از اعضای این راسته توسط لاک‌پشت پوزه‌عقابی خورده می‌شوند.